# Ficus oleifolia
Ficus oleifolia är en mullbärsväxtart. Ficus oleifolia ingår i släktet fikonsläktet, och familjen mullbärsväxter.

## Underarter
Arten delas in i följande underarter:
- F. o. intermedia
- F. o. monantha
- F. o. oleifolia